# Miklós Páncsics
Miklós Páncsics (Gara, 4 de fevereiro de 1944 - 6 de agosto de 2007) foi um futebolista húngaro, campeão olímpico.

## Carreira
Miklós Páncsics fez parte do elenco medalha de ouro, nos Jogos Olímpicos de 1968 e prata em 1972.